# Рекламный ход

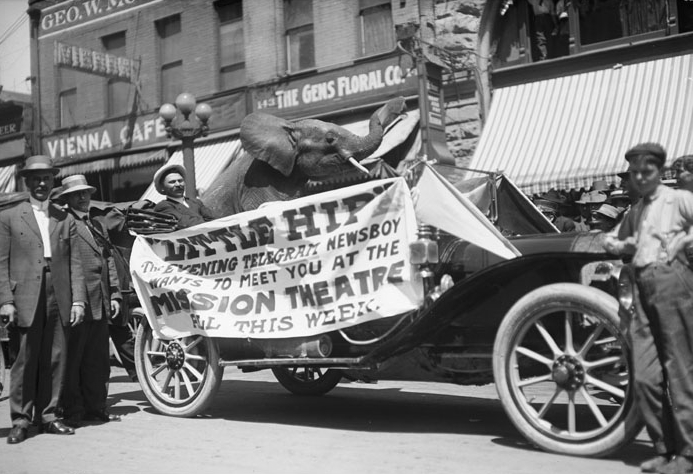
Слоненок «Little Hip» рекламирует газету и театр в Солт-Лейк-Сити, 1910.

Рекламный ход (англ. Publicity stunt) — это запланированное событие, рассчитанное на привлечение внимания общества к организаторам или их делу. Рекламные ходы широко используются рекламными агентствами, политиками, знаменитостями, спортсменами, компаниями и тому подобное. Организуются как профессионально, так и на любительском уровне.

## Общие сведения
Организации желающие получить паблисити через создание достойных новостей событий, привлекающих внимание СМИ. Форма разная: мировые рекорды, новаторские разработки, посвящения, пресс-конференции, организованные митинги. Через постановку и управление событием, организация стремится иметь контроль над освещением события в СМИ. Успешные рекламные ходы, ценные для СМИ, используют фото- и видеоматериалы, синхронизированные и организованные удобным для освещения образом.
Организация рекламных ходов часто затруднена проблемой донесения основного посыла. Например, для сети пиццерий имеет смысл испечь самую большую пиццу в мире, но для публики участие известных политиков в спонсировании такого мероприятия выглядит не всегда выгодно.
Важной функцией рекламных ходов является генерирование феномена общественной узнаваемости для продукта, политика, сервиса.
Рекламные ходы являются одним из приемов так называемого партизанского маркетинга — привлечения внимания к товарам или услугам с минимальными затратами. Иногда это приносит большие плоды, чем традиционная реклама в СМИ. Например, производитель прохладительных напитков Schweppes устанавливает на городские фонтаны муляж своей бутылки, а на крупной отраслевой выставке «Норвеком» сотрудники компании сотовой связи Tele 2 носили вокруг выставочного павильона гроб с надписью «Дорогая связь».